# La primavera hitleriana
La primavera hitleriana è una lirica del poeta Eugenio Montale, composta fra il 1939 e il 1946, e confluita nella raccolta di poesie La bufera e altro, pubblicata a Firenze nel 1946-1947.
Il tema attorno al quale ruota la poesia è un episodio storico avvenuto il 9 maggio 1938, giorno in cui Adolf Hitler, accompagnato da Mussolini, fece visita alla città di Firenze. Per l'occasione, al Teatro Comunale della città, era stato allestito uno spettacolo con le musiche del Simon Boccanegra di Verdi, eseguite dall'Orchestra Stabile fiorentina, diretta dal maestro Vittorio Gui.

## Pubblicazione
La lirica, composta tra il 1939 e il 1946, è stata pubblicata per la prima volta a Firenze nell'autunno-inverno 1946-1947 sulla rivista Inventario.
La poesia, inoltre, fu riprodotta all'interno dell'Antologia poetica della Resistenza Italiana: succede nel 1955.
Dal 1956, anno della prima pubblicazione della raccolta, il componimento confluisce in tutte le edizioni de La bufera e altro, compresa nella quinta sezione, intitolata Silvae.

## Struttura
La struttura della poesia presenta tre strofe di lunghezza crescente, per un totale di 43 versi, divisi tra i sette della prima, i dodici della seconda, e infine i ventiquattro della terza strofa. Quest'ultima, in particolare, risulta bipartita dal verso a scalino, al quale è affidato il compito di dividere il componimento in due momenti diversi dal punto di vista sia semantico che sintattico.
Nella seconda metà della terza strofa, infatti, il poeta segna una ripartizione interna sviluppando l'immagine dell'amata, Clizia (senhal di Irma Brandeis, critica letteraria e italianista statunitense), come donna angelo dalla natura divina, al cui potere salvifico è affidata la liberazione dell'umanità dalla tragedia della guerra.
La metrica dei versi non è fissa: gli endecasillabi, più fitti al centro della seconda e della terza strofa, si alternano con versi lunghi, riconducibili al verso alessandrino o all'esametro carducciano, ottenuto da un doppio ottonario (verso alla Thovez) o dall'unione di un ottonario e un novenario.
Le rime risultano quasi assenti, per di più limitate a rime grammaticali tra participi passati, altrimenti molto lontane tra loro. Solo una rima interna risulta esibita con chiarezza: si tratta di quella tra le parole morte : sorte, presente nei versi dell'invocazione a Clizia, all'interno dell'ultima strofa.

## Testo
Né quella ch'a veder lo sol si gira... (Dante (?) a Giovanni Quirini).
Folta la nuvola bianca delle falene impazzite

turbina intorno agli scialbi fanali e sulle spallette,

stende a terra una coltre su cui scricchia

come su zucchero il piede; l’estate imminente sprigiona

ora il gelo notturno che capiva

nelle cave segrete della stagione morta,

negli orti che da Maiano scavalcano a questi renai.

Da poco sul corso è passato a volo un messo infernale

tra un alalà di scherani, un golfo mistico acceso

e pavesato di croci a uncino l’ha preso e inghiottito,

si sono chiuse le vetrine, povere

e inoffensive benché armate anch’esse

di cannoni e giocattoli di guerra,

ha sprangato il beccaio che infiorava

di bacche il muso dei capretti uccisi,

la sagra dei miti carnefici che ancora ignorano il sangue

s’è tramutata in un sozzo trescone d’ali schiantate,

di larve sulle golene, e l’acqua séguita a rodere

le sponde e più nessuno è incolpevole.

Tutto per nulla, dunque? – e le candele

romane, a San Giovanni, che sbiancavano lente

l’orizzonte, ed i pegni e i lunghi addii

forti come un battesimo nella lugubre attesa

dell’orda (ma una gemma rigò l’aria stillando

sui ghiacci e le riviere dei tuoi lidi

gli angeli di Tobia, i sette, la semina

dell’avvenire) e gli eliotropi nati

dalle tue mani – tutto arso e succhiato

da un polline che stride come il fuoco

e ha punte di sinibbio…

Oh la piagata

primavera è pur festa se raggela

in morte questa morte! Guarda ancora

in alto, Clizia, è la tua sorte, tu

che il non mutato amor mutata serbi,

fino a che il cieco sole che in te porti

si abbàcini nell’Altro e si distrugga

in Lui, per tutti. Forse le sirene, i rintocchi

che salutano i mostri nella sera

della loro tregenda, si confondono già

col suono che slegato dal cielo, scende, vince –

col respiro di un’alba che domani per tutti

si riaffacci, bianca ma senz’ali

di raccapriccio, ai greti arsi del sud…

## Analisi del testo
L'opera fa riferimento alla data del 9 maggio 1938, giorno in cui Adolf Hitler, accompagnato da Mussolini, ha fatto visita alla città di Firenze, nella quale era stato organizzato un corteo in onore del suo arrivo.
Montale ricorda la giornata come fredda e cupa, parlando di un «gelo notturno» che si era come liberato dalle cave nascoste dell'inverno. Quest'immagine crea un'importante antitesi con il titolo stesso del componimento, che cita la primavera, alludendo quindi alla rinascita e all'avvento della stagione calda. Un ulteriore richiamo all'atmosfera sinistra di quel giorno è quello alle falene: queste ultime, attirate dalla luce dei proiettori installati lungo l'Arno, finivano per morire scontrandosi in aria e creando a terra una coltre bianca che era impossibile non calpestare. Entrambi questi riferimenti evocano l'idea del sovvertimento della natura, come se questa, in quel particolare giorno, si comportasse in maniera anomala.
La seconda strofa delinea la cornice storica attorno alla cronaca di quella giornata. In occasione della visita del Führer, al Teatro Comunale, opportunamente rinnovato, ristrutturato e adornato con drappeggi raffiguranti le svastiche naziste («pavesato di croci a uncino»), venne messo in scena lo spettacolo Simon Boccanegra, scritto da Giuseppe Verdi e diretto dal maestro Vittorio Gui. All'interno della poesia, Montale scrive che Hitler (il «messo infernale») viene «preso e inghiottito» dal golfo mistico: infatti, è come se egli venisse risucchiato dalle viscere del teatro stesso, ora depositario del seme del male.
In città, inoltre, era stato proclamato giorno di festa, motivo per cui i bottegai e i negozianti fiorentini avevano chiuso i loro esercizi in vista dell'evento, senza opporre alcuna resistenza. Questo, per Montale, è segno che la guerra sta per iniziare, e all'interno della poesia supporta questo pensiero riportando quelli che per lui sono preannunci allegorici della tragedia. In particolare, il poeta parla delle vetrine che, apparentemente inoffensive, espongono armi finte o, come nel caso del macellaio («beccaio»), «capretti uccisi», i quali sembrano presagire le vittime delle stragi nazi-fasciste.
Accanto al Führer, incarnazione del male e figura centrale della primavera perversa, ci sono i cittadini, che lo acclamano festeggiando quella che Montale definisce come la «sagra dei miti carnefici». Questa particolare figura è una denuncia che il poeta fa nei confronti dell'acquiescenza dei presenti, che, ignari del sangue che verrà versato, festeggiano l'avvento delle forze del male rendendosi anch'essi complici («e più nessuno è incolpevole»).
La folla che acclama i dittatori viene comparata all'immagine di un «sozzo trescone»: in corrispondenza di questi versi si fa strada il duro giudizio morale del poeta nei confronti della massa, accorsa per l'evento festoso e unitasi in quello che Montale descrive come un ballo indecente di larve sugli argini («golene») del fiume, come ad indicare la trasfigurazione dei presenti verso una condizione larvale, misera, non distante da quella delle falene citate nella prima strofa.
Nella terza e ultima strofa viene abbandonata la cronaca storica della giornata per lasciare spazio all'immagine di una speranza, impersonata dalla figura femminile della donna amata, Clizia (nome poetico di Irma Brandeis), il cui compito sacrificale è volto alla salvezza non solo del poeta, ma di tutta l'umanità.
La strofa inizia con una domanda: Montale, dopo la tristezza suscitata in lui dallo spettacolo infernale di quel 9 maggio, si sta chiedendo se non sia stato tutto inutile («Tutto per nulla, dunque?»), ricordando il momento dell'addio dato a Clizia, ora lontana, e tutti i gesti sacri che lei, visto il suo potere rigenerante, ha compiuto. Come ne La bufera, Montale fa anche riferimento a fatti reali, ad esempio il "pegno" a cui fa riferimento era un amuleto etrusco che regalò ad Irma. Il poeta sente come se tutto questo fosse andato perso, risucchiato dal polline mostruoso della primavera hitleriana.
Dal verso a scalino, che divide la terza strofa in due momenti differenti, si ha un cambiamento drammatico: Montale, utilizzando l'immagine del vento mortale, gelido (il «sinibbio»), evoca la speranza che questo possa spazzare via la morte stessa - riconducibile allo stato di morte descritto nelle strofe precedenti - delle falene, che incarna il passaggio dei due dittatori.
Al verso 34 («che il non mutato amor mutata serbi») si ha un ricongiungimento al verso contenuto nell'epigrafe della poesia, entrambi ripresi da un sonetto attribuito a Dante e contenuto nella sezione delle Rime Dubbie (n. 74, vv.9-10).
Nella seconda parte dell'ultima strofa si fa strada un auspicio di libertà e di salvezza per l'umanità, affidate alla natura divina di Clizia («il cieco sole che in te porti»), che per il bene di tutti si riunisce al suo destino sacrificale. La poesia si chiude con l'immagine pacifica di un'alba bianca, pura, che lascia presagire la liberazione con una sorta di profezia post eventum.